# Catasticta semiramis
Catasticta semiramis is een vlindersoort uit de familie van de witjes (Pieridae), onderfamilie Pierinae.
De wetenschappelijke naam van de soort werd in 1852 gepubliceerd door Lucas.